# Галтабад
Галтабад (перс. حلت اباد) — село в Ірані, у дегестані Фармагін, у Центральному бахші, шагрестані Фараган остану Марказі. За даними перепису 2006 року, його населення становило 0 осіб.

## Клімат
Середня річна температура становить 13,29 °C, середня максимальна – 32,84 °C, а середня мінімальна – -10,26 °C. Середня річна кількість опадів – 268 мм.
| Клімат поселення                              | Клімат поселення | Клімат поселення | Клімат поселення | Клімат поселення | Клімат поселення | Клімат поселення | Клімат поселення | Клімат поселення | Клімат поселення | Клімат поселення | Клімат поселення | Клімат поселення | Клімат поселення |
| Показник                                      | Січ.             | Лют.             | Бер.             | Квіт.            | Трав.            | Черв.            | Лип.             | Серп.            | Вер.             | Жовт.            | Лист.            | Груд.            |                  |
| Середній максимум, °C                         | 8,61             | 11,21            | 16,78            | 22,30            | 26,62            | 32,41            | 32,84            | 31,70            | 27,71            | 22,20            | 15,89            | 9,18             |                  |
| Середня температура, °C                       | −0,82            | 1,78             | 7,34             | 12,87            | 17,19            | 22,99            | 25,95            | 24,81            | 20,81            | 15,32            | 9,00             | 2,30             |                  |
| Середній мінімум, °C                          | −10,26           | −7,66            | −2,1             | 3,43             | 7,76             | 13,54            | 19,06            | 17,92            | 13,93            | 8,45             | 2,12             | −4,59            |                  |
| Норма опадів, мм                              | 39               | 37               | 48               | 33               | 28               | 4                | 1                | 1                | 0                | 11               | 26               | 40               |                  |
| Середньомісячна швидкість вітру, м/с          | 2.14             | 2.10             | 2.84             | 2.90             | 2.72             | 2.64             | 2.79             | 2.49             | 2.25             | 2.17             | 1.91             | 1.43             |                  |
| Середньомісячна сонячна радіація, кДж/м²·день | 9024             | 12458            | 14882            | 18386            | 22333            | 26862            | 25995            | 24028            | 20959            | 15512            | 10954            | 8951             |                  |
| --------------------------------------------- | ---------------- | ---------------- | ---------------- | ---------------- | ---------------- | ---------------- | ---------------- | ---------------- | ---------------- | ---------------- | ---------------- | ---------------- | ---------------- |
| Джерело:                                      |                  |                  |                  |                  |                  |                  |                  |                  |                  |                  |                  |                  |                  |